# 이스카르
이스카르(스페인어: Íscar)는 스페인 카스티야이레온주 바야돌리드도에 위치한 지역이다. 2004년 인구 조사(INE)에 따르면 해당 지역의 인구는 6,508명이다.